# Озерець (Тверська область)
Озерець (рос. Озерец) — присілок в Торопецькому районі Тверської області Російської Федерації.
Населення становить 142 особи. Входить до складу муніципального утворення Кудрявцевське сільське поселення.

## Історія
Від 2005 року входить до складу муніципального утворення Кудрявцевське сільське поселення.

## Населення
| 1997 | 2010 |
| ---- | ---- |
| 217  | ↘142 |